# Rosa saundersiae
Rosa saundersiae är en rosväxtart som beskrevs av Robert Allen Rolfe. Rosa saundersiae ingår i släktet rosor, och familjen rosväxter. Inga underarter finns listade i Catalogue of Life.